# Bembidion lorquini
Bembidion lorquini är en skalbaggsart som beskrevs av Maximilien de Chaudoir. Bembidion lorquini ingår i släktet Bembidion och familjen jordlöpare. Inga underarter finns listade i Catalogue of Life.